# Brokskat jezik
Brokskat jezik (ISO 639-3: bkk; brokpa, dokskat, kyango), indoarijski jezik plemena Brokpa (Broq-pa) kojim govori oko 10 000 ljudi (Johnstone and Mandryk 2001) u Jammu i Kashmiru duž rijeke Indus u distriktima Ladakh i Kargil. Sela u kojima žive nalaze se blizu Garkhona, a među njima su Darchiks, Chulichan, Gurgurdo, Batalik i Dah.
Pleme Brokpa kako ih zovu Ladakhi, naziva se i Minaro, dok je Brokskat naziv za jezik. Mnogi govore i jezikom Ladakhi [lbj].

## Vanjske poveznice
- Ethnologue (14th)
- Ethnologue (15th)